# Jardín de Stowe
El jardín de Stowe fue iniciado por Lord Cobham (1669 - 1749), masón, militar que había participado en la guerra contra los franceses, e integrante del partido Whig, opositor al poder entonces gobernante. En su palacio, construido por John Vanbrugh, se reunían masones como Alexander Pope y el conde de Burlington junto con jóvenes opositores al gobierno conocidos como los boy-patriots (jóvenes patriotas), entre los que figuraban sus sobrinos Richard y George Grenville, y William Pitt, que llegarían a ser primeros ministros.
Es una de los de jardines privados de la Inglaterra georgianamás más notables, fue creado por una familia que en su momento era tan poderosa que su fortuna era superior a la del rey. La escala, grandeza y belleza de Stowe ha inspirado a escritores, filósofos, artistas, políticos y a los visitantes de todos lo estamentos del público desde el siglo XVIII hasta nuestros días. 
La confianza adquirida por los jardines, además de un ambicioso programa de restauración el cual ha permitido que sus más de 40 templos y monumentos siguen siendo, adornando un ambiente inspirador de los lagos y 
valles con una infinita variedad de paseos y senderos, una delicia para explorar en cualquier época del año. Recientemente se ha creado un centro de visitantes en la entrada, actualmente el jardín, menos la Casa Stowe, pertenece al National Trust británico.Son visitados por turistas y excursionistas desde hace doscientos años, con guías, aunque nunca se estableció una entrada pública o forma a la propiedad. 

## Etapas
La construcción de los jardines fue realizada en cinco etapas:
- 1.ª etapa: En 1720, Bridgeman diseña un jardín irregular rodeado por un ha-ha, en el que se podía observar un gran eje central que partía del palacio y se extendía hasta el lago octogonal. Los templos de Baco y de Venus servían de puntos de atracción visual. De forma transversal a este eje se originaba otro eje, que finalizaba en la gran Rotonda con un templo monóptero.

- 2.ª etapa: la segunda fase está caracterizada por la participación de William Kent, que interviene en la reforma del jardín, organizándolo conforme a sus nuevas teorías basadas en los cuadros de pintores clásicos como Lorena y Poussin. Estas teorías estéticas eran propugnadas por los políticos y los filósofos que encarnaban la oposición al régimen gobernante.

La principal intervención de Kent fue la creación de la zona conocida como los Campos Elíseos (1733-35), conformada por un arroyo llamado Estigia rodeado por suaves colinas, donde se situaban diversos puentes en forma de grutas y varios templos, cuyo diseño se inspiró en la obra de Joseph Addison titulada Tatler, donde se dice que un sonámbulo pasa de camino hacia el templo de la virtud, donde hay estatuas de legisladores, guerreros y poetas, y otra senda le conduce al templo de la vanidad.
El Templo de la Virtud de Addison es transformado por Kent en el Templo de la Antigua Virtud, donde se encuentran hombres ilustres de la Antigüedad como Homero y Sócrates. El templo de la vanidad fue transformado en el Templo de la Antigua Virtud, y a continuación se halla el Templo de las Glorias Británicas con planta semicircular inspirado en modelos romanos y Renacentistas, en cuyo frentes hay una serie de nichos con esculturas de grandes figuras británicas como el rey Guillermo III de Orange, Francis Bacon, John Locke, John Milton —autor del Paraíso perdido—, William Shakespeare, Walter Raleigh, Francis Drake, Iñigo Jones, Alexander Pope, etc. En medio del templo hay una pirámide con la estatua de Mercurio, acompañante de las almas en los Campos Elíseos. Algo más lejos esta el Templo de la Amistad, donde Cobham se reunía con los boy-patriots. En el techo está Britannia, en las paredes escenas victoriosas de la historia de Inglaterra, y alrededor círculos con los políticos de la oposición.
- 3.ª etapa: a comienzos de los años 40 se incorporó al jardín la zona denominada Hawkwellfield, donde en 1741 James Gibbs construyó el Templo Gótico con planta triangular, en donde se establece la relación del arte neogótico con la idea de la Libertad y con las gloriosas tradiciones medievales inglesas. En el año 1748 se construyó el templo Chino, que evocaba el sueño utópico de una sociedad gobernada con una sabiduría inspirada en la naturaleza y en la tolerancia.

- 4.ª etapa: el heredero de Cobham, Richard Grenville, que era jardinero y arquitecto, construyó hacia 1748 al norte de los Campos Elíseos, con la colaboración de W. Kent, el Valle Griego, conformado por una gran pradera organizada de forma abierta, en uno de cuyos extremos se sitúa el Templo Griego que, aunque inspirado en la Maison Carrée, supone una de las más importantes aportaciones a la vuelta hacia el arte griego. En su interior había una estatua de la Libertad Pública y escenas en relieve de la conquista de América. En el frontón hay un nuevo homenaje a Britannia.

- 5.ª etapa: En 1763, tras finalizar la Guerra de los Siete Años, el templo fue renombrado con el nombre Templo de la Concordia y de la Victoria. En esta última fase, en la que participa Lancelot Brown (1716 - 1783) se pone el acento en la monumentalización del jardín con la ubicación de esculturas y de monumentos, como el Arco Corintio, que supone el cierre de la gran perspectiva recta originada en el centro de la fachada del palacio. Desde el otro lado del arco se puede contemplar también como cierre de la perspectiva la fachada del palacio.

## Partes

### Arco Corinto
Fue creada como un símbolo de la riqueza y la influencia en lugar de una puerta de entrada. De hecho, la única persona que conocemos que lo atravesó durante una visita a la casa fue la reina Victoria, para quienes se abrió especialmente. 

### Grand Avenue
Con sus logias "Buckingham",   se agregaron en 1805, su extensión es de una y media millas de largo. Se podría haber convertido en una urbanización, ya que fue parcelado como parcelas edificables para la gran liquidación de la propiedad en 1921. Afortunadamente, un grupo de Old Etonians recaudado los fondos para comprar la gran superficie como regalo para la nueva escuela. 

### Oxford Avenue
Sigue la antigua calzada romana de Bicester de Towcester. 

### Puertas de Oxford
Pierde sus herrajes originales,  donados como metal durante la II Guerra Mundial en la década de 1940. Después, fueron reemplazos  por unos nuevos hechos de hierro forjado, rescatado de un barco de guerra alemán. 
El puente cruza un lago Oxford el cual servía de estanque de viejo molino. Era una vez el tema de una fila enorme entre el marqués de Chandos y Sydney Pierrepont, propietario de una finca cercana que lo utiliza como un acceso directo. El resultado fue el marqués de retirar la parte central del puente para mantener su "paso" de vecino. 
Los Pabellones Boicot en torno a 1728, fueron nombrados después de la antigua aldea de boicot, a medio camino a lo largo de la avenida de Oxford. 
La estatua de George vestido como Marco Aurelio, se encuentra en el frente del Norte de la Cámara. Jorge I hizo a Sir Richard Temple vizconde en 1718. 
La Ha-Ha en Stowe, construido por Charles Bridgeman como un símbolo de grandeza, fue probablemente el más largo jamás construido.